# Aneomochtherus acratus
Aneomochtherus acratus là một loài ruồi trong họ Asilidae. Aneomochtherus acratus được Tsacas miêu tả năm 1968. Loài này phân bố ở vùng Cổ Bắc giới.